# VLS-1

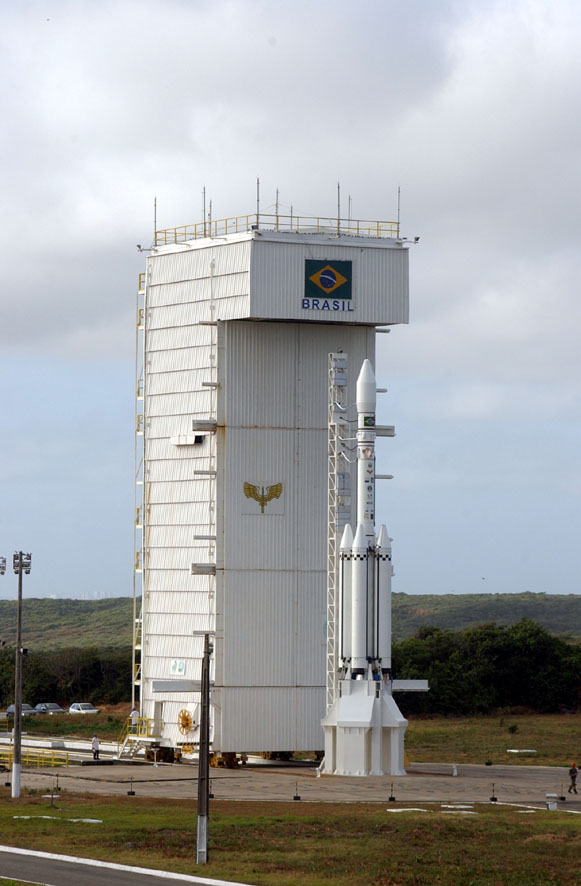
VLS-1

VLS - Vehicul Lansator de Sateliți - (portugueză:"Veículo Lançador de Satélites") este prinpcipala rachetă lansatoare de sateliți a Agenției Spațiale Braziliene.